# Mercedes-Benz Citan
Mercedes-Benz Citan – samochód osobowo-dostawczy klasy kompaktowej produkowany pod niemiecką marką Mercedes-Benz od 2012 roku. Od 2021 roku jest produkowana druga generacja modelu.

## Pierwsza generacja

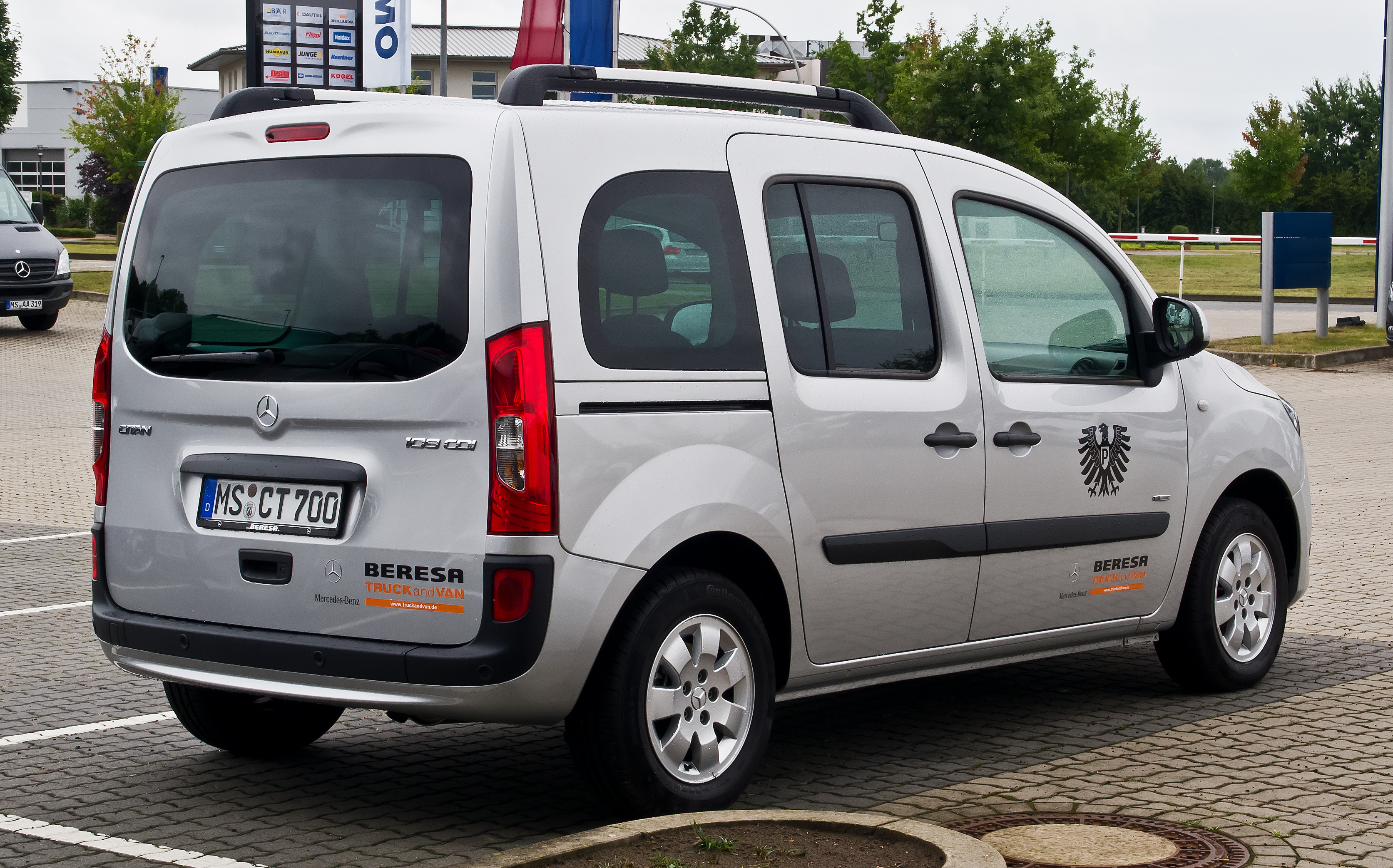
Mercedes-Benz Citan I Tourer (W415) - tył

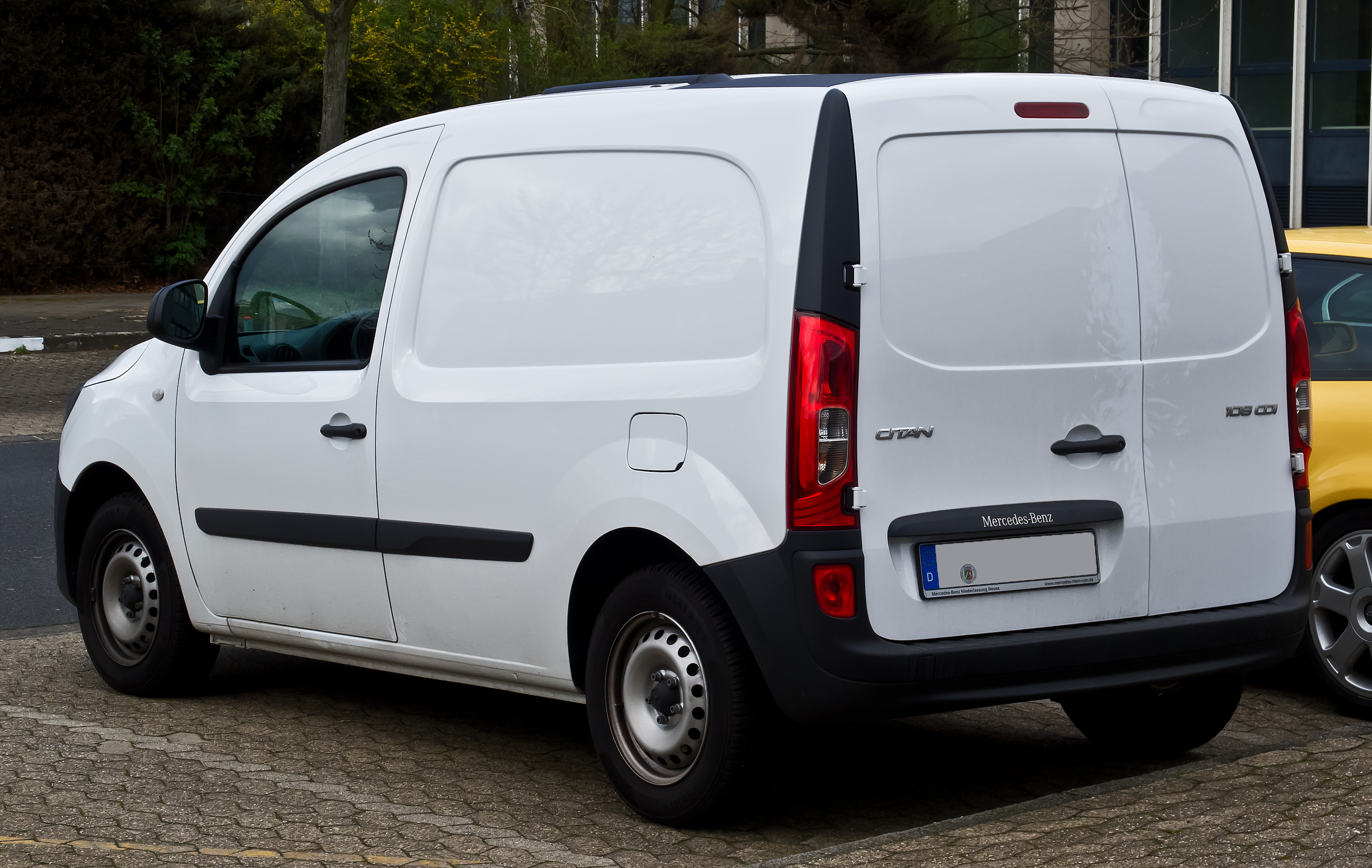
Mercedes-Benz Citan I (W415) w wersji dostawczej

Pojazd został zaprezentowany podczas targów motoryzacyjnych w Hanowerze w 2012 roku. Samochód powstawał we współpracy z francuskim koncernem Renault jako uzupełnienie gamy dostawczych samochodów Mercedes-Benz. W stosunku do Renault Kangoo wprowadzono zmiany stylistyczne tyłu oraz przedniej partii nadwozia, zmieniona została stylistyka wnętrza, wprowadzono również modyfikacje nastawów zawieszenia. Wnętrze oraz wygląd zewnętrzny stylistycznie nawiązuje do większych samochodów tego koncernu tj. Vito czy Sprinter. Efektem kooperacji była także modyfikacja silnika 1,5 dCI (zmodernizowana wersja wykorzystywana jest również przez koncern Renault).
Citan dostępny jest, tak jak Renault Kangoo, w trzech wersjach: blaszany furgon, przeszkolone kombi (zwany oficjalnie Tourer) oraz pięcioosobowy furgon o nazwie Mixto.
W zależności od potrzeb auto występuje w trzech odmianach długości: 3,94 m, 4,32 m oraz 4,71 m. Auto posiada przestrzeń ładunkową o objętości kolejno: 2,3 m³, 3 m³ oraz 3,6 m³.
Mercedes-Benz Citan w testach Euro NCAP uzyskał 3 gwiazdki. Wynik porównywany jest do tego uzyskanego przez Dacię Duster.
W październiku 2013 roku, oprócz nowych wersji silnikowych (Citan 111 CDI oraz Citan 112) ofertę Mercedesa uzupełniła również nowa, siedmioosobowa odmiana zbudowana w oparciu o przedłużone auto z nadwoziem typu furgon.
W połowie 2015 roku gamę jednostek napędowych Citana zmodernizowana tak, by wszystkie silniki spełniały normę emisji spalin Euro 6..
W 2016 roku wprowadzono do oferty siedmiobiegową, automatyczną skrzynię biegów dostępną początkowo z silnikiem benzynowym 112, a od 2017 roku także z silnikiem wysokoprężnym 111 CDI.

### Silniki
Pod maską auta znalazły się zmodernizowane silniki produkcji Renault: 1.5 dCi w trzech wersjach mocy oraz benzynowy silnik 1,2 z bezpośrednim wtryskiem benzyny i turbosprężarką.
- Benzynowe

| Silnik | Pojemność skokowa [cm³] | Moc maksymalna [KM] ([kW]) przy obr./min | Maks. moment obrotowy [Nm] przy obr./min | Układ i liczba cylindrów | Układ rozrządu/ liczba zaworów | Przyśpieszenie (s) 0–100 km/h | Prędkość maksymalna km/h | Spalanie (l/100 km) miasto/trasa/średnio |
| ------ | ----------------------- | ---------------------------------------- | ---------------------------------------- | ------------------------ | ------------------------------ | ----------------------------- | ------------------------ | ---------------------------------------- |
| 112    | 1198                    | 114 (84)/4500                            | 190/2000-4000                            | R4                       | DOHC/16                        | b.d.                          | b.d.                     | 7,2/5,0/6,1                              |

- Diesla

| Silnik  | Pojemność skokowa [cm³] | Moc maksymalna [KM] ([kW]) przy obr./min | Maks. moment obrotowy [Nm] przy obr./min | Układ i liczba cylindrów | Układ rozrządu/ liczba zaworów | Przyśpieszenie (s) 0–100 km/h | Prędkość maksymalna km/h | Spalanie (l/100 km) miasto/trasa/średnio |
| ------- | ----------------------- | ---------------------------------------- | ---------------------------------------- | ------------------------ | ------------------------------ | ----------------------------- | ------------------------ | ---------------------------------------- |
| 108 CDI | 1461                    | 75 (55)/4000                             | 180/1750-2500                            | R4                       | OHC/8                          | b.d.                          | b.d.                     | 5,0/4,4/4,6                              |
| 109 CDI | 1461                    | 90 (66)/4000                             | 200/1750-3000                            | R4                       | OHC/8                          | b.d.                          | b.d.                     | 5,2/4,5/4,7                              |
| 111 CDI | 1461                    | 110 (81)/4000                            | 240/1750-2750                            | R4                       | OHC/8                          | b.d.                          | b.d.                     | 4,8/4,2/4,4                              |

Wszystkie dane dla wersji z homologacją ciężarową.

## Druga generacja

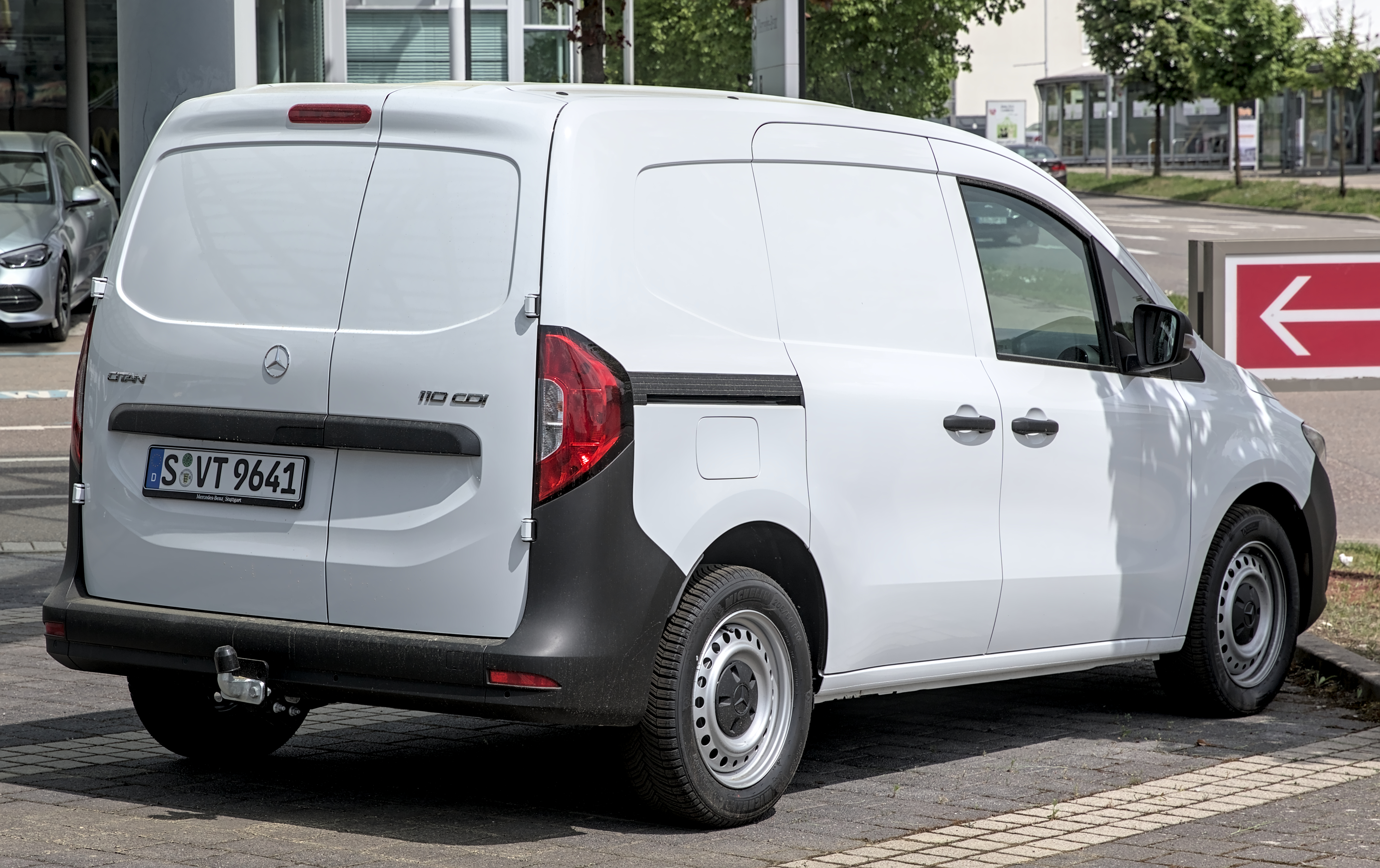
Mercedes-Benz Citan II (W420) - tył

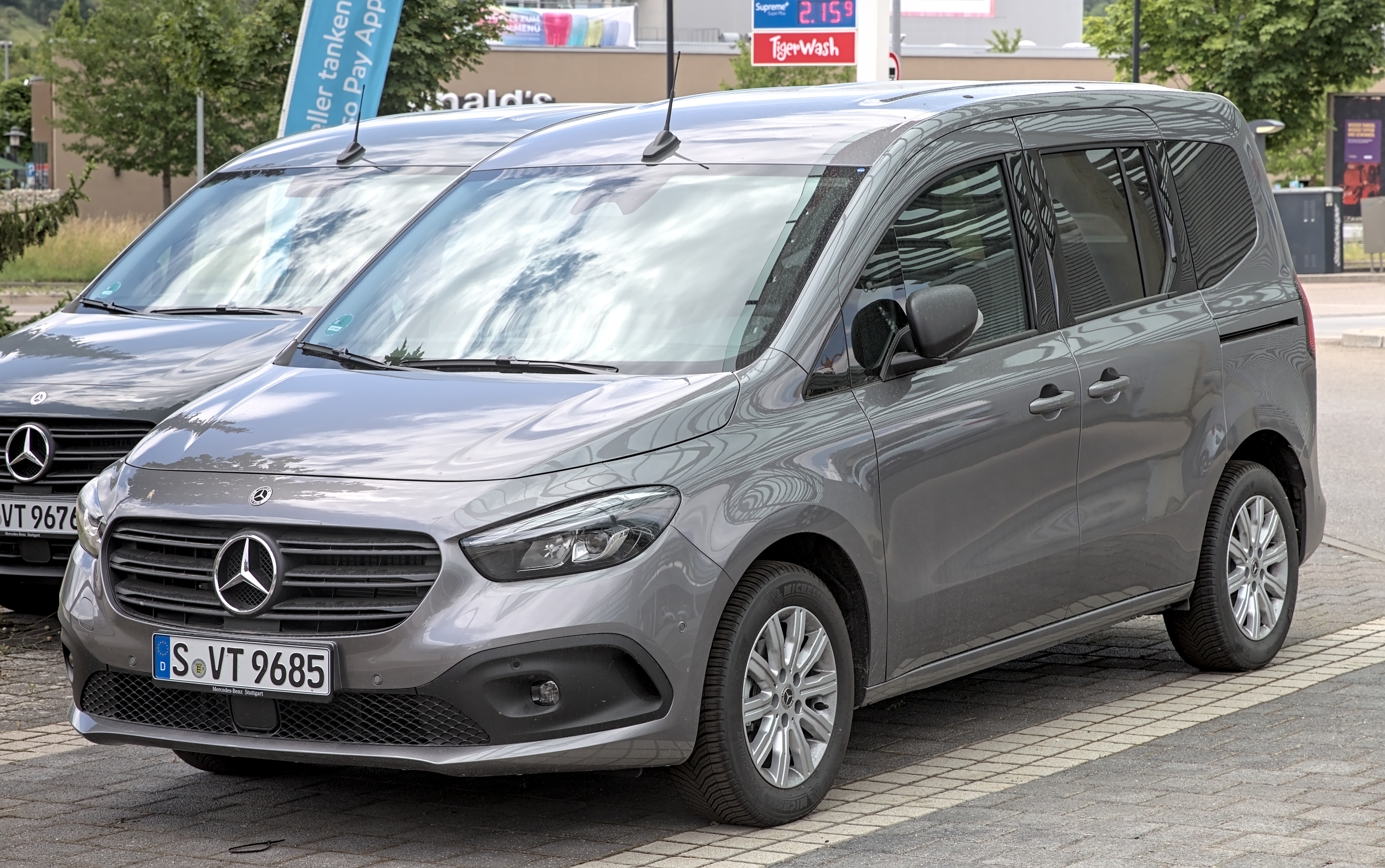
Mercedes-Benz Citan II (W420) Tourer

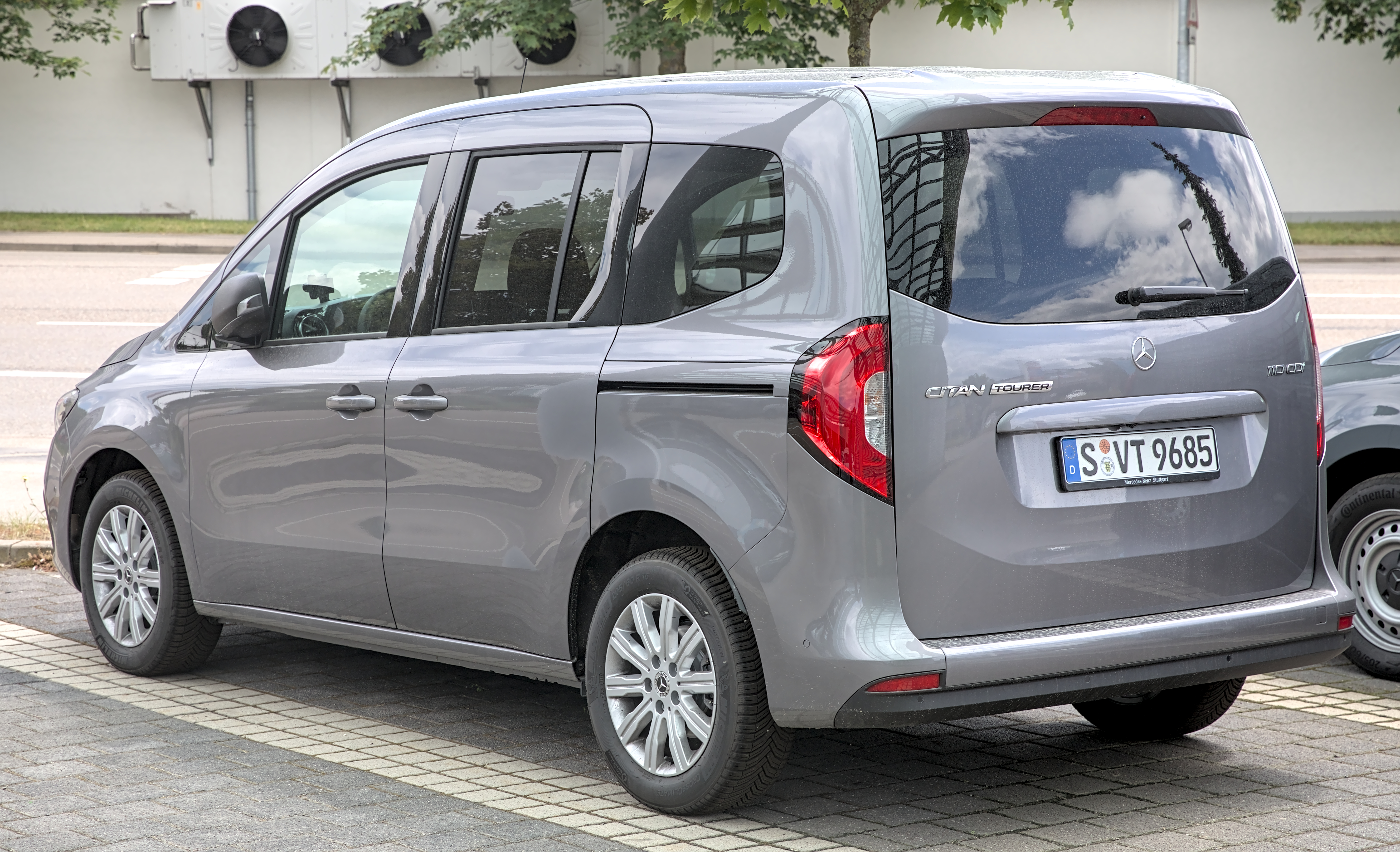
Mercedes-Benz Citan II (W420) Tourer - tył

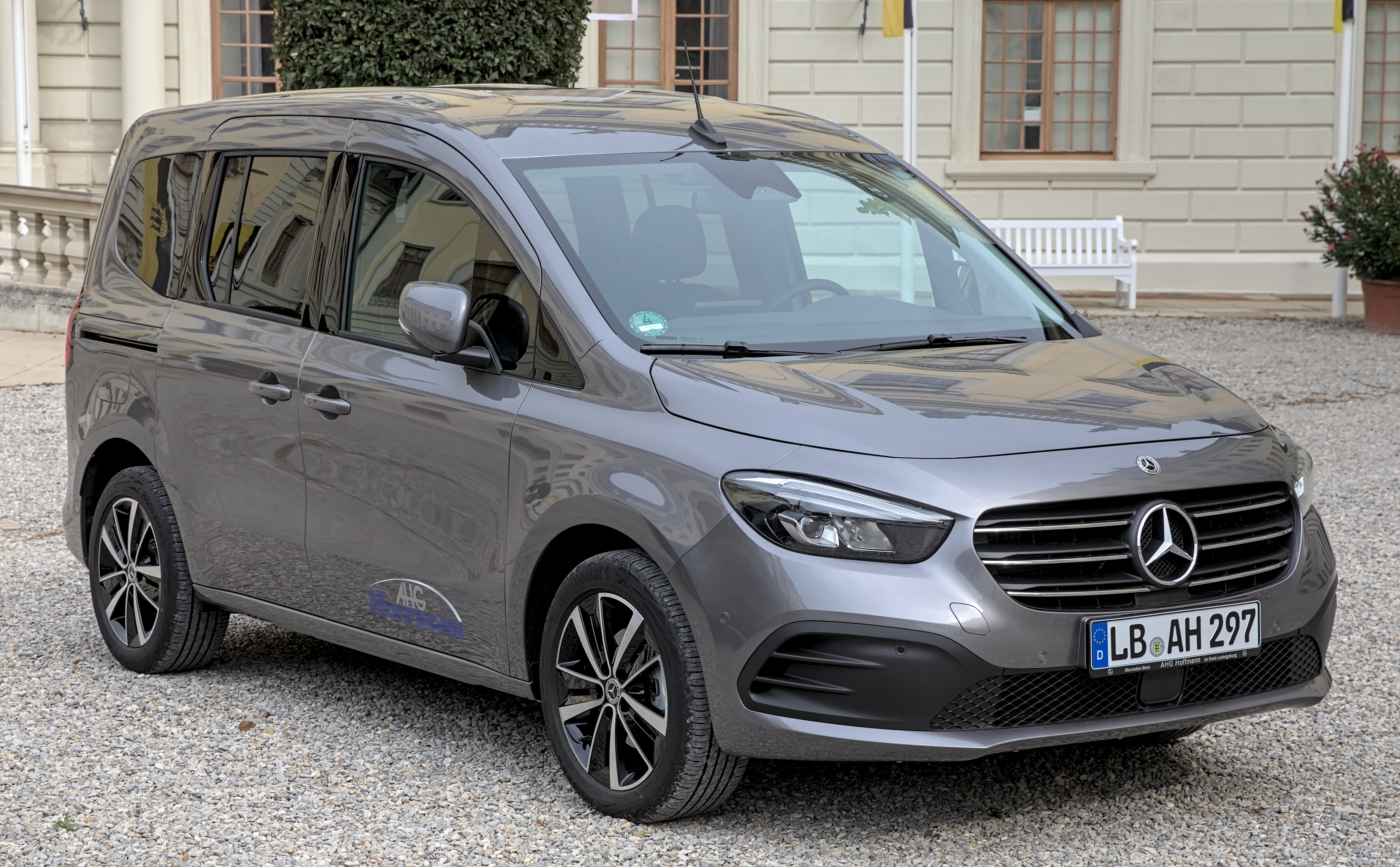
Mercedes-Benz klasy T (W420)

Mercedes-Benz Citan II został zaprezentowane w sierpniu 2021 roku. Samochód bazuje na Renault Kangoo trzeciej generacji i Nissana Townstar.